# 1164 Kobolda
Az 1164 Kobolda (ideiglenes jelöléssel 1930 FB) a Naprendszer kisbolygóövében található aszteroida. Karl Wilhelm Reinmuth fedezte fel 1930. március 19-én, Heidelbergben.